# بطولة العالم للدراجات على المضمار 1931
بطولة العالم للدراجات على المضمار 1931 هي الدورة ال34 من بطولة العالم للدراجات على المضمار، أجريت في كوبنهاغن، الدنمارك.

## النتائج النهائية
| المسابقة                              | ذهبية               | فضية                 | برونزية            |
| ------------------------------------- | ------------------- | -------------------- | ------------------ |
| السرعة الفردية                        | ويلي هانسن (DEN)    | لوسيان ميتشارد (FRA) | Jef Scherens (BEL) |
| سباق مطاردة الدراجة النارية للمحترفين | Walter Sawall (GER) | إريك موللر (GER)     | فيكتور ينارت (BEL) |